# De zwarte wolk
De zwarte wolk (Engelse titel: The Black Cloud) is een sciencefictionroman uit 1957 van de Britse schrijver en wetenschapper Fred Hoyle. Het boek werd uitgebracht in de serie Born SF in 1974. Het betrof toen een herdruk van een versie uit 1959 uitgegeven door Hollandia NV te Baarn onder de titel De donkere wolk. Hollandia nam de originele kaft over van de Britse uitgave met de opdruk "Een roman door de bekende astronoom". De Born SF hield grotendeels de tekst aan van de Hollandiadruk, maar wel zijn enige jaartallen in overleg met de auteur aangepast. Het boek was direct na verschijnen een bestseller in de Verenigde Staten en Groot-Brittannië. Er volgden ook vlak na 1957 diverse vertalingen.

## Synopsis
Het verhaal speelt zich af in 2038. De oude wetenschapper John McNeill laat na zijn dood een schrijfsel achter waarin omschreven wordt, hoe de “behandeling” van De zwarte wolk in werkelijkheid is gegaan. Hij heeft dit gezonden naar John Bluthe, een wetenschapper die dan een dissertatie over het onderwerp heeft geschreven.
Op 7 januari 1981 is het een vervelende dag voor de astronomen van het Palomar-observatorium. Het zicht is slecht en er valt weinig te onderzoeken. Er worden wel foto’s gemaakt van objecten in de ruimte om ze te vergelijken met oudere foto’s. Als een jonge Noorse wetenschapper daartoe overgaat, blijkt er op de foto’s van december 1980 een vreemd fenomeen te staan. Eerst wordt er nog gedacht dat het moet gaan om een foutje tijdens de opname, maar dat kan al snel als onzin afgedaan worden. Op de foto is een Wolk te zien, die ook de nieuwe foto's is te zien, maar dan een stuk dichter bij de Aarde. De Wolk lijkt zich richting Zon te verplaatsen. De wetenschappers zijn het er over eens, er komt een astronomische zwarte Wolk richting Aarde. Het is dan nog onbekend of die Wolk de Aarde zal omsluiten of alleen de baan van de Aarde schampt. De Amerikanen lichtten de Britten in, maar geven niet alle gegevens. Er heerst een groot wantrouwen tussen beide landen. Bovendien mag slechts een kleine groep kennisnemen van wat eraan zit te komen; er mag geen paniek uitbreken. De onderzoekers worden centraal gehuisvest in Nortonstowe, Engeland om alles uit te werken. Nortonstowe heeft echter meer weg van een gevangenis, om te voorkomen dat gegevens naar buiten lekken. Er ontstaat een steekspel tussen wetenschappers en politici, waarbij ook het verschil in algemene karaktertrekken in beeld wordt gebracht. De wetenschappers geven bijvoorbeeld alleen zaken door waarvan zij weten dat ze echt staan te gebeuren, terwijl de politici nu juist alle gegevens nodig hebben en zij gaan er daarbij vanuit dat ze die ook krijgen. Een ander verschil in uitgangspunt is dat de wetenschappers zich nauwelijks interesseren voor de consequenties voor het leven op aarde, terwijl de politici zich juist niet interesseren voor wat er mogelijk is. De spanningen lopen op. De zwarte wolk versnelt naar de Zon en komt tussen de Zon en de Aarde te liggen. Dit heeft verregaande consequenties voor het klimaat op Aarde. Er treedt een wisseling op tussen extreem heet en extreem koud. Extreem heet omdat de wisselwerking tussen de Aarde en de Wolk leidt tot een broeikaseffect gelijk aan Venus. Echter snel daarna dooft het zonlicht geheel en treedt een soort nucleaire winter op, waarbij geen fotosynthese meer kan plaatsvinden. De ministeries van defensie verklaren daarop de oorlog aan de Wolk, maar krijgen afgeschoten raketten gewoon weer terug, terwijl de wetenschappers inmiddels een manier hebben gevonden om met de Wolk te communiceren. Dit gaat via ingewikkelde patronen en met een speciale code om te voorkomen dat de politici er met het succes van doorgaan. De Wolk ontvangt de gegevens en voelt zich genoodzaakt te vertrekken, maar wil nog wel enige kennis achterlaten. Twee wetenschappers proberen de gegevens te bevatten, maar komen om vlak nadat de directe transmissie van de gegevens heeft plaatsgevonden. Het was eenvoudigweg te veel. Wel komt men erachter dat de Wolk er wat hem betreft altijd is geweest.

## Opmerkingen
Hoyle was zelf de baas van het Institute of Astronomy te Cambridge. In het boek is een aantal illustraties en berekeningen weergegeven die de tekst moeten ondersteunen. Dit verzorgde Hoyle zelf en ook in meerdere boeken. Door aan te geven dat de Wolk altijd heeft bestaan, ondergraaft Hoyle de theorieën rondom de oerknal. Het was echter Hoyle die de term Big Bang een aantal jaren eerder had geïntroduceerd, alhoewel hij er niet in geloofde.